# Worms W.M.D
Worms W.M.D – komputerowa strategiczna gra turowa, wyprodukowana i wydana przez brytyjskie studio Team17 Digital Ltd, będąca kolejną grą z serii Worms. Jej premiera odbyła się 23 sierpnia 2016 roku na platformach Steam, GOG.com, PlayStation 4 oraz Xbox One i 23 listopada 2017 roku na konsolę Nintendo Switch. W Worms W.M.D gracze kierują drużyną do ośmiu robaków, a ich celem jest wyeliminowanie przeciwników, korzystając z szerokiego wachlarzu broni. Rozgrywka odbywa się na dwuwymiarowych planszach, podatnych na zniszczenia, i odbywa się w turach ograniczonych czasowo. Grę cechuje humor i kreskówkowa oprawa graficzna. Do rozgrywki dodano nowe elementy. Gra została oparta na kodzie źródłowym z Worms Armageddon.

## Rozgrywka
Worms W.M.D jest strategiczną grą turową, w której gracze naprzemiennie kierują swoimi drużynami, składającymi się z maksymalnie 8 robali. Rozgrywka odbywa się na dwuwymiarowych planszach. Grę cechuje specyficzny humor.
Celem gracza, tak jak w poprzednich odsłonach, jest wyeliminowanie drużyny przeciwnika, korzystając z dostępnego uzbrojenia. Gracz ma do dyspozycji szeroki wybór broni i narzędzi: od bazooki, granatu, strzelby, ataku powietrznego, czy dynamitu po bardziej nietypowe środki takie jak Święty Granat Ręczny, bomba bananowa, nalot dywanowy, betonowy osioł, Armageddon, czy owca.  Narzędzia służą do obrony (elektromagnes, działko strażnicze) oraz łatwiejszego przemieszczania się po mapie (plecak odrzutowy, belka, palnik, lina ninja). Gracz ma ograniczony czas na wykonanie ruchu. Na mapie rozstawione są miny, miny przeciwczołgowe oraz beczki z ropą. Właściwe użycie broni powoduje zniszczenie terenu oraz spadek punktów życia u robaków. Śmierć robala następuje po utracie wszystkich punktów zdrowia lub po wpadnięciu do wody. W trakcie rundy może nastąpić zrzut skrzynek z bronią, zdrowiem, narzędziami lub składnikami do tworzenia broni.
W stosunku do poprzednich części serii dodano nowe rodzaje broni takie jak bateria od telefonu, która tworzy łańcuch elektryczny przeskakujący przez robale, beczki itd.dron, pozwalający zbierać skrzynki nie poruszając robalem, czy niechciany prezent wybuchający po określonej liczbie tur.
W Worms W.M.D dodano nowe, innowacyjne elementy rozgrywki: pojazdy, działka stacjonarne (miotacz ognia, moździerz, snajperka, karabin maszynowy), budynki i tworzenie broni. Te pierwsze ułatwiają przemieszczanie się po mapie i pozwalają z nich atakować. Można także wsiąść do pojazdu zajętego przez przeciwnika.
Budynki posiadają ukryte wnętrza. Ich strukturę widać dopiero wtedy, gdy robak do niego wejdzie. Znajdując się w nich możemy ukryć się przed przeciwnikiem, czy zastawić u wejścia pułapkę.
Po raz pierwszy w serii gracz ma możliwość tworzenia broni, korzystając z przeznaczonych do tego składników. Składniki zdobywa się w skrzynkach lub poprzez rozmontowanie dostępnej w ekwipunku broni. Można tworzyć lub ulepszać główne bronie i dzięki temu stworzyć np. Wazę Ming, miotacz owiec, psotny dron, dynamit z trucizną, strzelbę z lufą snajperską, dłuższą linę, czy zrzut min. Część ulepszeń wzmacnia broń, inne przemieniają je w zupełnie nowe. W pojedynkach z komputerowym przeciwnikiem i rozgrywkach online, bronie można tworzyć podczas tury przeciwnika
Wszystkie nowości można wyłączyć w ustawieniach scenariusza gry.
W grze może brać udział od jednego do sześciu graczy, a mapa pomieści maksymalnie 48 robali. Mozliwa jest rozgrywka na jednym komputerze lub konsoli, jak i przez internet. Kampania dla jednego gracza składa się z ponad 30 misji, 10 wyzwań oraz zestawu dodatkowych zadań. Gracz może szlifować swoje umiejętności w misjach treningowych.
Twórcy gry postanowili odwzorować fizykę z Worms Armageddon, wykorzystując kod źródłowy tej gry.

## Produkcja i rozwój
31 lipca 2015 roku firma Team17 ogłosiła, że Worms W.M.D powstaje i udostępniła kilka zrzutów ekranu z gry. W 2016 roku przedstawiono grę w dalszej fazie rozwoju. 12 lipca 2016 roku została uruchomiona możliwość zakupu gry przed premierą. Worms W.M.D zostało ostatecznie wydane 23 sierpnia 2016 roku.
7 grudnia 2016 roku wydano aktualizację Liberation Update, która dodała tytułowy motyw mapy i nowe bronie.
8 maja 2016 wydano aktualizację Forts Update dodającą znany z poprzednich części tryb Fortów.
Gra została zaprezentowana na targach Gamescom 2015 oraz E3 2016
23 listopada 2017 roku gra została wydana na konsolę Nintendo Switch.
22 lutego 2018 roku wydano aktualizację Wormhole Update, która dodała tytułowy motyw mapy, nowe forty, groby i czapki.

## Zawartość przedpremierowa
Gracze, którzy kupią Worms W.M.D przed premierą otrzymają dodatek All-Stars, który oferuje zawartość z takich gier jak Team Fortress 2, Unturned, Rocket League, Saints Row IV, Broforce, The Escapists, Goat Simulator, Payday 2 czy z klasycznych odsłon serii Worms. Od 15 listopada 2016 roku dodatek jest dostępny za darmo również dla graczy, którzy nie kupili gry przed premierą.

## Odbiór gry
Gra uzyskała zaskakująco pozytywne recenzje krytyków w stosunku do poprzednich części. Redaktor serwisu "GameRant", John Jaques chwalił pojazdy i montowane działka, mówiąc, że to "jedna z najbardziej pochlebnych
mechanik gry, jakie Team17 dodało w całej serii". Paweł Musiolik z serwisu "PS Site" stwierdził, że Worms W.M.D jest dokładnie tym tytułem, jakiego oczekiwali fani serii. Arkadiusz "Dark Archon" Kamiński z serwisu "arhn.eu" pozytywnie ocenił zachowania sztucznej inteligencji uważając, że używa większej ilości broni i atakuje mądrzej niż do tej pory. Redaktor serwisu "Gamerweb" Kasjan Nowak uznał, że nowe elementy rozgrywki to strzał w dziesiątkę i rzucają one nowe spojrzenie na rozgrywkę. Dodał też, że firma Team17 w końcu dała graczom produkt na wysokim poziomie.
Recenzenci pozytywnie ocenili również fizykę i mechanikę gry. Michał "Czarny Wilk" Grygorcewicz z serwisu "Gry-Online" uznał, że fizyka w W.M.D to "niemal idealna kopia tej z Armageddonu i World Party." Stwierdził też, że robaki znów są bardzo mobilne, a najpotężniejsza broń potrafi za jednym zamachem zdemolować pół mapy. Krytyk pozytywnie ocenił też linę ninja, twierdząc, że znów stała się ekstremalnie przesadzonym gadżetem, dzięki któremu można dostać się na dowolny punkt mapy.
Oprawa graficzna również spotkała się z pozytywnym odbiorem. Czarny Wilk stwierdził, że mapy prezentują się bajecznie i cieszą oko barwnymi i kolorowymi grafikami oraz że są bardzo przejrzyste.
Gra spotkała się również z krytyką. Redaktor polskiego "Eurogamera", Łukasz Winkel uznał system tworzenia broni za pomyłkę, ponieważ inne zasobniki idą w kąt, na rzecz tych z craftingiem. Chwalił natomiast to, że standardowe bronie można rozbudować o ich lepszą wersję. Dark Archon skrytykował pracę kamery, która momentami nie nadąża za tym, co się dzieje na mapie.